# La Filature
La Filature, Scène nationale⁠(d) este o sală de spectacole din Mulhouse, construită în anul 1993 după proiectul arhitectului Claude Vasconi⁠(d) pe locul unei vechi fabrici de bumbac și unul dintre spațiile obișnuite pentru spectacole ale Opéra national du Rhin⁠(d), Orchestrei Simfonice din Mulhouse⁠(d) și Ballet de l'Opéra national du Rhin⁠(d).

## Istoric
Centrul cultural-artistic „La Filature” este un succesor al organizației AMC (Association mulhousienne pour la culture) și a fost construit în perioada 1989–1993 după proiectul arhitectului Claude Vasconi⁠(d) pe locul unei vechi fabrici de bumbac. A fost inaugurat în 4 mai 1993 cu două spectacole: duo-ul muzical belgian La Framboise frivole și spectacolul de marionete Ne m'oublie pas al companiei Philippe Genty. Inaugurarea a avut loc în presezon (mai și iunie) pentru a testa noile echipamente în toate formatele, care au fost modificate și îmbunătățile în cursul verii următoare, în urma dispozițiilor directorului Christopher Crimes, care a condus această instituție până în 2007. Primul sezon complet al instituției a început în septembrie 1993.

## Descriere
Sub carcasa sa din oțel și sticlă, clădirea adăpostește:
- La Filature, Scena națională⁠(d) și galeria sa de expoziții
- Orchestra Simfonică din Mulhouse⁠(d)[7]
- Mediateca din Mulhouse, specializată în artele spectacolului
- și găzduiește o parte din spectacolele susținute de Opéra national du Rhin⁠(d), precum și de compania Ballet de l'Opéra national du Rhin⁠(d).

Clădirea, care are o suprafață utilă de 15.000 m², conține mai multe săli de spectacole: Sala mare (1.216 locuri), Sala modulară (maxim 364 locuri), Sala Jean Besse (98 de locuri), săli de repetiție, săli de reuniune, studiouri și o sală de expoziție cu suprafața de 300 m².

## Activitate
În fiecare sezon, La Filature oferă spectacole de teatru, dans, muzică și circ, concerte și festivaluri pentru publicul tânăr. Repertoriul este format din creații contemporane ale artiștilor de renume internațional și companiilor emergente, texte contemporane și perspective noi asupra artei spectacolului. Oferta artistică anuală a centrului este formată din 70 de spectacole, 155 de reprezentații și 5–6 expoziții de artă plastică și vizuală. Numeroși artiști contemporani au susținut aici spectacole, printre care Pina Bausch, Heiner Müller, Christoph Marthaler⁠(d), William Forsythe⁠(d), Sasha Waltz, Heiner Goebbels⁠(d), Romeo Castellucci⁠(d) și Thomas Ostermeier⁠(d). Repertoriul este accesibil publicului larg prin multiple acțiuni culturale deschise tuturor: întâlniri, dezbateri, lecturi publice, ateliere etc.
Pe lângă activitatea sa dedicată artelor spectacolului, Scène Nationale s-a angajat încă de la început în sprijinirea creației din domeniul artelor vizuale: în principal fotografie, dar și instalații, video și multimedia. Galeria sa găzduiește expoziții temporare, cu intrare liberă, punând în valoare producții ale unor artiști emblematici (Stéphane Duroy⁠(d), Jacob Holdt⁠(d), Patrick Messina, Walter Niedermayer, Malick Sidibé⁠(d), Denis Darzacq⁠(d), Bernard Plossu⁠(d), Martin Parr⁠(d) etc.) și a tinerelor talente.